# Lješevo
Lješevo (en cyrillique : Љешево) est un village de Bosnie-Herzégovine. Il est situé dans la municipalité d'Ilijaš, dans le canton de Sarajevo et dans la fédération de Bosnie-et-Herzégovine. Selon les premiers résultats du recensement bosnien de 2013, il compte 994 habitants.

## Démographie

### Évolution historique de la population
| 1948 | 1953 | 1961 | 1971 | 1981 | 1991  | 2013 |
| ---- | ---- | ---- | ---- | ---- | ----- | ---- |
| -    | -    | 441  | 775  | 696  | 1 045 | 994  |

|  |

### Communauté locale
En 1991, la communauté locale de Lješevo comptait 1 384 habitants, répartis de la manière suivante :